# Kurt Stettler
Pour les articles homonymes, voir Stettler (homonymie).
Kurt Stettler, né le 21 août 1932 à Berne, et mort le 8 décembre 2020 à Zurich est un joueur de football international suisse, qui évoluait au poste de gardien de but.

## Biographie

### Carrière en club
Avec le club du FC Bâle, il remporte une Coupe de Suisse.

### Carrière en sélection
Avec l'équipe de Suisse, il joue deux matchs (pour aucun but inscrit) entre 1962 et 1963. 
Il reçoit sa première sélection le 9 mai 1962 contre l'Angleterre, et sa seconde le 5 juin 1963 contre cette même équipe.
Il figure dans le groupe des sélectionnés lors de la Coupe du monde de 1962. Lors du mondial organisé au Chili, il ne joue aucun match.

## Palmarès
FC Bâle
- Coupe de Suisse (1) :
  - Vainqueur : 1966-67.